# Suihua

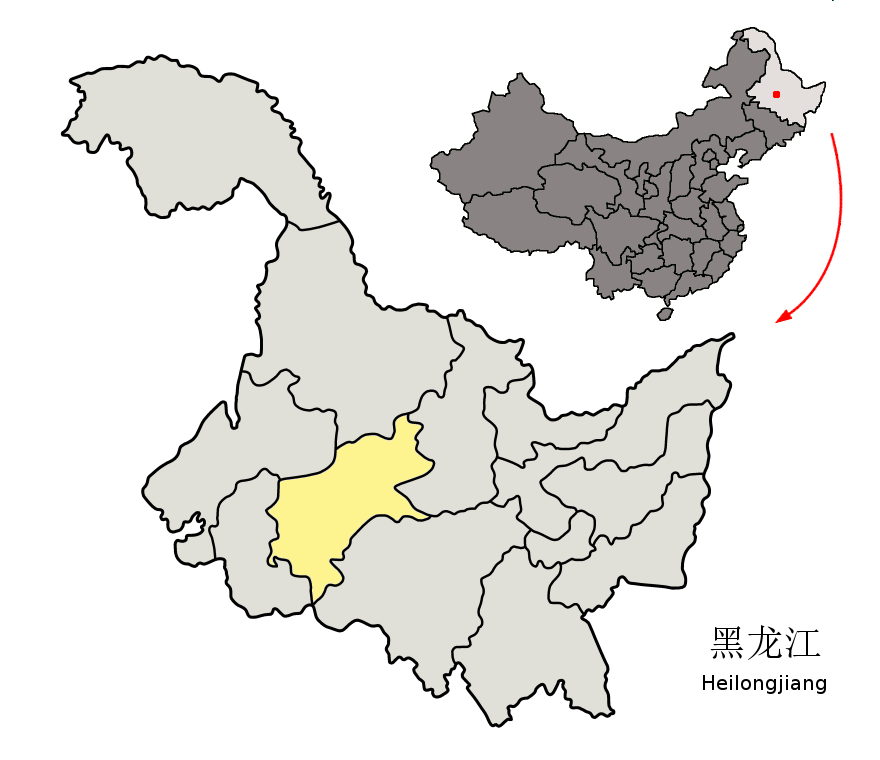
Lage Suihuas in Heilongjiang

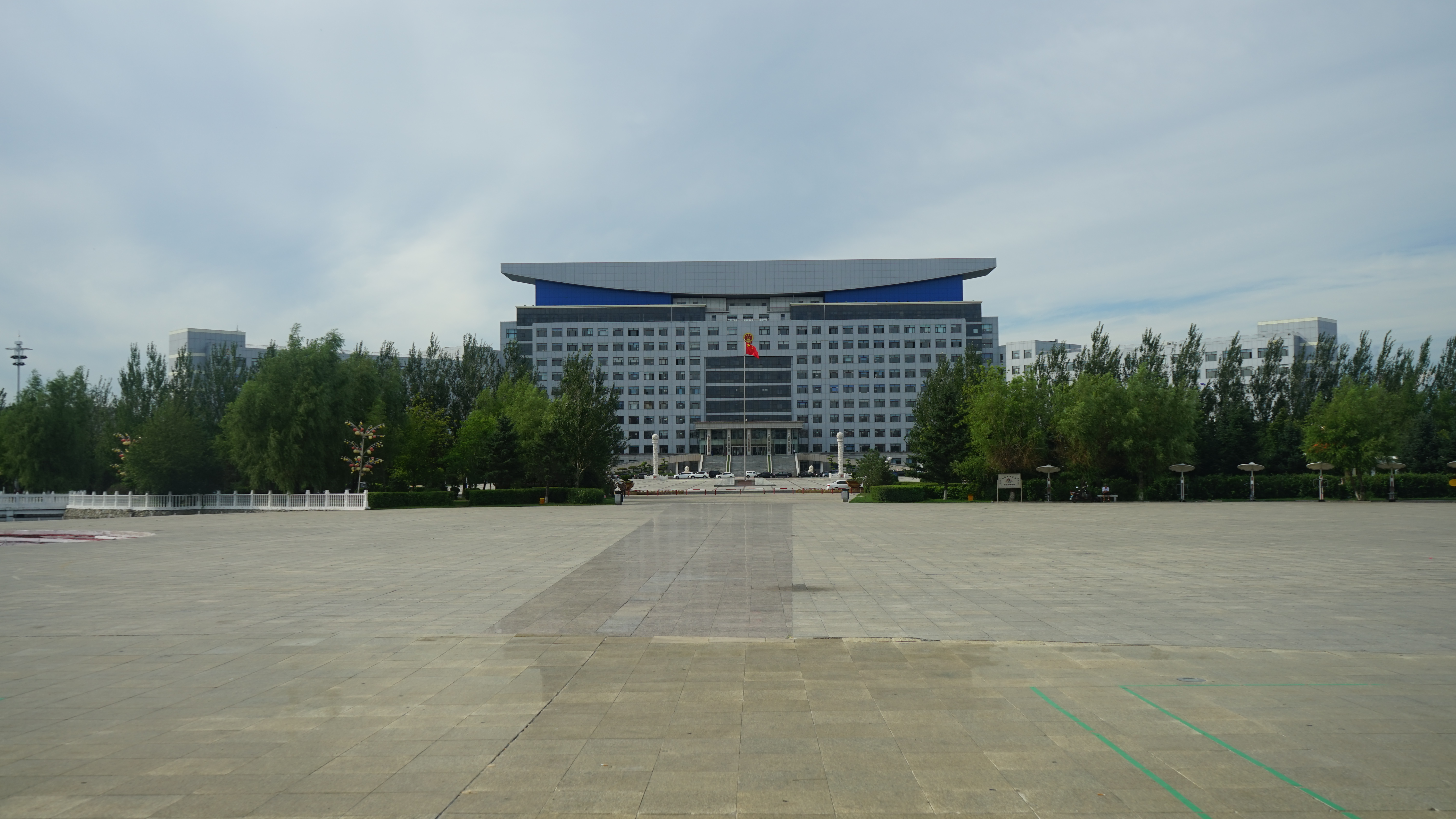
Suihua

Suihua (chinesisch 绥化市, Pinyin Suíhuà Shì) ist eine bezirksfreie Stadt in der Provinz Heilongjiang, im Nordosten der Volksrepublik China.
Das Verwaltungsgebiet von Suihua hat eine Fläche von 34.903 km² und 3.756.167 Einwohner (Stand: Zensus 2020). Das entspricht einer Bevölkerungsdichte von 108 Einw./km². In dem eigentlichen städtischen Siedlungsgebiet von Suihua leben 364.225 Menschen (Zensus 2010).

## Administrative Gliederung
Suihua setzt sich auf Kreisebene aus einem Stadtbezirk, drei kreisfreien Städten und sechs Kreisen zusammen. Diese sind:
- Stadtbezirk Beilin (北林区), 2.757 km², 698.025 Einwohner, Zentrum, Sitz der Stadtregierung;
- Kreis Wangkui (望奎县), 2.315 km², 286.848 Einwohner, Hauptort: Großgemeinde Wangkui (望奎镇);
- Kreis Lanxi (兰西县), 2.485 km², 308.684 Einwohner, Hauptort: Großgemeinde Lanxi (兰西镇);
- Kreis Qinggang (青冈县), 2.681 km², 287.557 Einwohner, Hauptort: Großgemeinde Qinggang (青冈镇);
- Kreis Qing’an (庆安县), 5.465 km², 260.592 Einwohner, Hauptort: Großgemeinde Qing'an (庆安镇);
- Kreis Mingshui (明水县), 2.297 km², 198.271 Einwohner, Hauptort: Großgemeinde Mingshui (明水镇);
- Kreis Suiling (绥棱县), 4.312 km², 211.907 Einwohner, Hauptort: Großgemeinde Suiling (绥棱镇);
- Stadt Anda (安达市), 3.619 km², 357.535 Einwohner;
- Stadt Zhaodong (肇东市), 4.332 km², 666.532 Einwohner;
- Stadt Hailun (海伦市), 4.640 km², 480.216 Einwohner.

### Ethnische Gliederung der Bevölkerung von Suihua (2000)
Beim Zensus 2000 wurden 5.055.541 Einwohner gezählt.
| Name des Volkes | Einwohner | Anteil  |
| --------------- | --------- | ------- |
| Han             | 4.891.905 | 96,76 % |
| Mandschu        | 134.427   | 2,66 %  |
| Koreaner        | 13.331    | 0,26 %  |
| Hui             | 7.619     | 0,15 %  |
| Mongolen        | 6.292     | 0,12 %  |
| Daur            | 559       | 0,01 %  |
| Sonstige        | 1.408     | 0,04 %  |

## Persönlichkeiten
- Zhu Zhenyu (* 1999), Biathlet